# John C. Walker
John Charles Walker (Racine, 6 luglio 1893 – Sun City, 25 novembre 1994) è stato un botanico statunitense, insignito del Premio Wolf per l'agricoltura per la sua ricerca nel campo della patologia vegetale e per lo sviluppo di varietà delle principali piante ad uso alimentare resistenti alle malattie, nel 1978, sua prima edizione.

## Biografia
Considerato uno dei massimi conoscitori delle malattie vegetali, nel 1945 venne eletto all'Accademia nazionale delle scienze.
| Controllo di autorità | VIAF (EN) 113325861 · ISNI (EN) 0000 0000 8181 1622 · LCCN (EN) n80004115 · GND (DE) 1062755596 · BNF (FR) cb14600343v (data) · J9U (EN, HE) 987007278190905171 |